# Barbarka (województwo małopolskie)
Barbarka – wieś w Polsce położona w województwie małopolskim, w powiecie krakowskim, w gminie Skała.
| SIMC    | Nazwa      | Rodzaj    |
| ------- | ---------- | --------- |
| 0334072 | Pogorzelec | część wsi |
| 0334089 | Ściborka   | część wsi |
| 0334095 | Wesoła     | część wsi |

W latach 1975–1998 miejscowość administracyjnie należała do województwa krakowskiego.
15 sierpnia 1944 żandarmeria niemiecka wraz z oddziałami ukraińskimi w służbie niemieckiej spacyfikowały wieś. Zamordowano wiele osób (zidentyfikowano 6) i spalono wieś.